# Makary (Drăgoi)
Makary, imię świeckie Marius Dan Drăgoi (ur. 9 maja 1977 w Căianu-Mic) – duchowny Rumuńskiego Kościoła Prawosławnego, od 2008 biskup Europy Północnej. 

## Życiorys
Święcenia diakonatu przyjął 24 czerwca 2003, a prezbiteratu 6 stycznia 2004. Chirotonię biskupią otrzymał 2 maja 2008.
W czerwcu 2016 r. był członkiem delegacji Patriarchatu Rumuńskiego na Święty i Wielki Sobór Kościoła Prawosławnego.